# Карло Бутич
Карло Бутич (хорв. Karlo Butić, нар. 21 серпня 1998, Задар) — хорватський футболіст, нападник боснійського клубу «Сараєво».

## Клубна кар'єра
Народився 21 серпня 1998 року в місті Задар. Вихованець юнацької команди «Задар». У дорослому футболі дебютував 2015 року виступами за першу команду у віці 16 років, в якій провів один сезон, взявши участь у 28 матчах чемпіонату.
Своєю грою за цю команду привернув увагу представників тренерського штабу клубу «Інтернаціонале», до складу якого приєднався 2016 року. Відіграв за команду «нераззуррі» U-19 наступний сезон своєї ігрової кар'єри, вигравши молодіжний чемпіонат Італії і ставши найкращим бомбардиром Турніру Віареджо 2017 року з 6 голами.
2017 року уклав контракт з клубом «Торіно», у складі якого провів наступний рік своєї кар'єри гравця теж у молодіжній команді. З цією командою він виграв молодіжний кубок Італії, ставши найкращим бомбардиром турніру з 8 голами, а також став найкращим бомбардиром команди в сезоні з 20 голами. Його кілька разів викликали до основного складу у березні та квітні 2018 року на матчі Серії А, але так за туринців віні не дебютував. Натомість хорват грав гнадалі на правах оренди у клубах Серії С «Тернана», «Ареццо» та «Чезена».
1 вересня 2020 року Бутич підписав трирічний контракт з клубом Серії B «Порденоне», де провів два сезони, після чого 18 липня 2022 року Бутич перейшов в оренду до «Козенци».
13 січня 2023 року його офіційно відкликали з оренди, щоб того ж для продати у «Феральпісало» з Серії С. Того ж року він допоміг команді вперше в історії вийти до Серії B. У сезоні 2023/24 він був основним гравцем команди у другому дивізіоні, але «Феральпісало» посіло передостаннє місце і повернулось назад до Серії С.
Після цього 1 серпня 2024 року Бутич повернувся на батьківщину і став гравцем клубу «Славен Белупо», а вже на початку 2025 року приєднався до боснійського клубу «Сараєво» і того ж року виграв з командою Кубок Боснії і Герцеговини. Станом на 21 травня 2025 року відіграв за команду з боснійської столиці 4 матчі в національному чемпіонаті.

## Виступи за збірні
2016 року дебютував у складі юнацької збірної Хорватії (U-19), за яку зіграв дві гри.
У листопаді 2018 року його викликали до збірної до 20 років на товариські матчі проти Білорусі, де він зіграв в обох іграх, відзначившись одним забитим голом.

## Статистика виступів

### Статистика клубних виступів
Станом на 25 лютого 2025
| Сезон                    | Команда                  | Чемпіонат                | Чемпіонат | Чемпіонат | Національний кубок | Національний кубок | Національний кубок | Континентальні кубки | Континентальні кубки | Континентальні кубки | Інші змагання | Інші змагання | Інші змагання | Усього | Усього | Усього |
| Сезон                    | Команда                  | Ліга                     | Ігор      | Голів     | Ліга               | Ігор               | Голів              | Ліга                 | Ігор                 | Голів                | Ліга          | Ігор          | Голів         | Ігор   | Голів  |        |
| ------------------------ | ------------------------ | ------------------------ | --------- | --------- | ------------------ | ------------------ | ------------------ | -------------------- | -------------------- | -------------------- | ------------- | ------------- | ------------- | ------ | ------ | ------ |
| 2015–16                  | «Задар»                  | 2Л (ІІ)                  | 28        | 6         | КХ                 | 1                  | 0                  | -                    | -                    | -                    | -             | -             | -             | 29     | 6      |        |
| 2016–17                  | «Інтернаціонале»         | A                        | 0         | 0         | КІ                 | -                  | -                  | ЛЄ                   | -                    | -                    | -             | -             | -             | 0      | 0      |        |
| 2017–18                  | «Торіно»                 | A                        | 0         | 0         | КІ                 | 0                  | 0                  | -                    | -                    | -                    | -             | -             | -             | 0      | 0      |        |
| 2018-січ. 2019           | «Тернана»                | C (ІІІ)                  | 13        | 0         | -                  | -                  | -                  | -                    | -                    | -                    | -             | -             | -             | 13     | 0      |        |
| січ.-черв. 2019          | «Ареццо»                 | C (ІІІ)                  | 3+3       | 0         | -                  | -                  | -                  | -                    | -                    | -                    | -             | -             | -             | 6      | 0      |        |
| 2019–20                  | «Чезена»                 | C (ІІІ)                  | 27        | 10        | КІ-C               | 2                  | 1                  | -                    | -                    | -                    | -             | -             | -             | 29     | 11     |        |
| 2020–21                  | «Порденоне»              | B (ІІ)                   | 29        | 3         | КІ                 | 2                  | 1                  | -                    | -                    | -                    | -             | -             | -             | 31     | 4      |        |
| 2021–22                  | «Порденоне»              | B (ІІ)                   | 24        | 5         | КІ                 | 1                  | 0                  | -                    | -                    | -                    | -             | -             | -             | 25     | 5      |        |
| Усього за «Порденоне»    | Усього за «Порденоне»    | Усього за «Порденоне»    | 53        | 8         |                    | 3                  | 1                  |                      | -                    | -                    |               | -             | -             | 56     | 9      |        |
| 2022- січ.2023           | «Козенца»                | B (ІІ)                   | 13        | 1         | КІ                 | 1                  | 0                  | -                    | -                    | -                    | -             | -             | -             | 14     | 1      |        |
| січ.-черв. 2023          | «Феральпісало»           | C (ІІІ)                  | 12        | 2         | КІ-C               | -                  | -                  | -                    | -                    | -                    | СІ-C          | 2             | 1             | 14     | 3      |        |
| 2023–24                  | «Феральпісало»           | B (ІІ)                   | 32        | 5         | КІ                 | 0                  | 0                  | -                    | -                    | -                    | -             | -             | -             | 32     | 5      |        |
| Усього за «Феральпісало» | Усього за «Феральпісало» | Усього за «Феральпісало» | 44        | 7         |                    | 0                  | 0                  |                      | -                    | -                    |               | 2             | 1             | 46     | 8      |        |
| 2024-лют. 2025           | «Славен Белупо»          | 1Л                       | 11        | 1         | КХ                 | 1                  | 0                  | -                    | -                    | -                    | -             | -             | -             | 12     | 1      |        |
| лют.-черв. 2025          | «Сараєво»                | СЛ                       | 1         | 0         | КБ                 | 1                  | 0                  | -                    | -                    | -                    | -             | -             | -             | 2      | 0      |        |
| Усього за кар'єру        | Усього за кар'єру        | Усього за кар'єру        | 193+3     | 33        |                    | 9                  | 2                  |                      | -                    | -                    |               | 2             | 1             | 207    | 36     |        |

## Титули і досягнення
- Володар Кубка Боснії і Герцеговини (1):

«Сараєво»: 2024/25